# Municipalità di Ceduna
La municipalità di Ceduna è una Local Government Area che si trova in Australia Meridionale. Essa si estende su una superficie di 5.427,1 chilometri quadrati e ha una popolazione di 3.797 abitanti. La sede del consiglio si trova a Ceduna.